# Rhacoptera atra
Rhacoptera atra är en insektsart som beskrevs av Heinrich Hugo Karny 1907. Rhacoptera atra ingår i släktet Rhacoptera och familjen vårtbitare. Inga underarter finns listade i Catalogue of Life.